# Жено (Горњи Пиринеји)
Жено (фр. Génos) насеље је и општина у јужној Француској у региону Миди Пирене, у департману Горњи Пиринеји која припада префектури Бањер де Бигор.
По подацима из 2011. године у општини је живело 158 становника, а густина насељености је износила 6,69 становника/km². Општина се простире на површини од 23,63 km². Налази се на средњој надморској висини од 950 метара (максималној 3022 m, а минималној 939 m).

## Демографија
| 1962. | 1968. | 1975. | 1982. | 1990. | 1999. | 2011. |
| ----- | ----- | ----- | ----- | ----- | ----- | ----- |
| 118   | 123   | 116   | 168   | 138   | 127   | 158   |

График промене броја становника у току последњих година